# Operatie Goodwood
Operatie Goodwood was een Brits offensief in de Tweede Wereldoorlog dat plaatsvond tussen 18 en 20 juli 1944 tijdens de Slag om Caen, onderdeel van de grotere Operatie Overlord. Met de operatie werd gepoogd het laatste deel van de Franse stad Caen te veroveren op de Duitsers en op te trekken naar Bourguébus. Gelijktijdig met deze operatie, rukten de Canadezen ten noorden van Caen op met Operatie Atlantic.

## Prelude
Op 18 juli zouden Canadese troepen van de 2e divisie, via de noordoever van de rivier de Orne, de gemeente Verrières en enkele nabijgelegen dorpen proberen te veroveren, terwijl de Britse eenheden langs de oostoever het gevecht met de Duitsers aangingen.
De basis van het Goodwood-plan was dat de Britten hun pantserdivisies zouden gebruiken om vanuit het bruggenhoofd van de Orne rivier, Caen en het open land achter Caen aan te vallen. Vanaf hier zouden ze Bourguébus aanvallen. Eenmaal op de heuvelrug van Bourguébus, zou het Britse leger klaar zijn om uit te breken naar het terrein van de Zak van Falaise. De Duitsers zouden gedwongen worden om met veel mankracht op deze bedreiging te reageren of anders worden overlopen.
Doordat op hetzelfde moment de Amerikaanse Operatie Cobra ophanden was, moesten de Duitsers hun troepen verspreiden. Er werd gekozen om het grootste deel van de troepen te sturen naar het oosten van Caen: Operatie Goodwood.

## De operatie
Op 17 juli trok het Tweede Britse Leger, bijgestaan door het 1e en 8e Britse legerkorps, onder complete radiostilte op naar hun posities.
Na een hevig luchtbombardement op de Duitse stellingen trokken de Britten op 18 juli, onder aanvoering van generaal Miles Dempsey en Bernard Montgomery, naar het oosten van Caen. Het luchtbombardement had echter niet zoveel schade aangericht als gehoopt. Het eerste bombardement had namelijk tot zoveel stof en puin geleid, dat de volgende golf bommenwerpers hun doelen niet nauwkeurig konden bepalen. Het resultaat van het bombardement was echter wel, dat de radiostilte werd doorbroken en de Duitsers de aanval constateerden.
Na ongeveer 9 kilometer liep de opmars van de geallieerden veel vertraging op door kapotte voertuigen. Het 8e Britse legerkorps verloor die dag 220 tanks door toedoen van Duits antitankgeschut. Desondanks wisten de Britten uiteindelijk zo'n 11 kilometer op de Duitsers te veroveren.
Toen de Britse tanks op 19 juli verder wilden optrekken naar de heuvelrug van Bourguébus, kwamen zij tegenover de tanks van de Waffen-SS te staan. Door de tegenstand van de SS-Panzer-Division Leibstandarte, de SS-Panzer-Division Hohenstauffen en SS-Panzer-Division Hitlerjugend, werd Montgomery genoodzaakt een verdere opmars af te blazen. Bovendien speelde het slechte weer de Duitsers in de kaart.
In totaal raakten aan Britse zijde meer dan 400 Shermantanks beschadigd, waarvan ruim 130 tanks compleet waren vernietigd.

## Nasleep
Aan het einde van Operatie Goodwood wisten de Britten hun hoofddoel te bereiken: de verovering van (het oostelijke deel van) Caen. Een verdere opmars naar Bourguébus werd door de Duitsers voorkomen. Noemenswaardig is dat de Franse stad veel meer schade had opgelopen na de geallieerde invasie, dan tijdens de Duitse bezetting.
Daarnaast bereikte men met de operatie een bijkomstig doel: Duitse troepen in en rond de stad werden omsingeld, waardoor deze zich niet konden terugtrekken en verplaatsen naar de Amerikaanse troepen in het westen (Operatie Cobra). De Duitsers hadden slechts anderhalve pantserdivisie in het westen opgesteld en maar liefst zesenhalve pantserdivisie in het noordoosten, om de Britse en Canadese troepen een halt toe te roepen. Operatie Cobra werd door het Amerikaanse leger op 25 juli gelanceerd, wat uiteindelijk resulteerde in een belangrijke geallieerde overwinning.